# اران بارون کوهن
اران بارون کوهن (انگلیسی: Erran Baron Cohen؛ زادهٔ ۱ ژانویهٔ ۱۹۶۸) آهنگ‌ساز و نوازنده ترومپت اهل بریتانیا است. او برادر کوچکتر ساشا بارون کوهن بازیگر کمدی سینما می‌باشد.